# Kvotregeln
Kvotregeln är inom matematisk analys, metoden att finna derivatan till en kvot av två differtierbara funktioner.
Låt 
{\displaystyle f(x)={\cfrac {g(x)}{h(x)}}}
där
{\displaystyle g(x),\ h(x)}
är differentierbara funktioner och 
{\displaystyle h(x)\neq 0.}
Enligt kvotregeln är derivatan av {\displaystyle f(x)}
{\displaystyle f'(x)={\cfrac {g'(x)h(x)-g(x)h'(x)}{[h(x)]^{2}}}.}

## Exempel
{\displaystyle {\begin{aligned}{\cfrac {d}{dx}}{\frac {e^{x}}{x^{2}}}&={\cfrac {\left({\cfrac {d}{dx}}e^{x}\right)(x^{2})-(e^{x})\left({\cfrac {d}{dx}}x^{2}\right)}{(x^{2})^{2}}}\\&={\cfrac {(e^{x})(x^{2})-(e^{x})(2x)}{x^{4}}}\\&={\cfrac {e^{x}(x-2)}{x^{3}}}.\end{aligned}}}
Kvotregeln kan användas till att finna derivatan av 
{\displaystyle f(x)=\tan x={\cfrac {\sin x}{\cos x}}\ \Rightarrow }
{\displaystyle {\begin{aligned}{\cfrac {d}{dx}}\tan x&={\cfrac {d}{dx}}{\cfrac {\sin x}{\cos x}}\\&={\cfrac {\left({\cfrac {d}{dx}}\sin x\right)(\cos x)-(\sin x)\left({\cfrac {d}{dx}}\cos x\right)}{\cos ^{2}x}}\\&={\cfrac {\cos ^{2}x+\sin ^{2}x}{\cos ^{2}x}}\\&={\cfrac {1}{\cos ^{2}x}}=\sec ^{2}x.\end{aligned}}}

## Bevis
Låt 
{\displaystyle f(x)={\cfrac {g(x)}{h(x)}}}
Tillämpa definitionerna av derivator och egenskaperna hos gränsvärden:
{\displaystyle {\begin{aligned}f'(x)&=\lim _{k\to 0}{\cfrac {f(x+k)-f(x)}{k}}\\&=\lim _{k\to 0}{\cfrac {{\cfrac {g(x+k)}{h(x+k)}}-{\cfrac {g(x)}{h(x)}}}{k}}\\&=\lim _{k\to 0}{\cfrac {g(x+k)h(x)-g(x)h(x+k)}{k\cdot h(x)h(x+k)}}\\&=\lim _{k\to 0}{\cfrac {g(x+k)h(x)-g(x)h(x+k)}{k}}\cdot \lim _{k\to 0}{\cfrac {1}{h(x)h(x+k)}}\\&=\left(\lim _{k\to 0}{\cfrac {g(x+k)h(x)-g(x)h(x)+g(x)h(x)-g(x)h(x+k)}{k}}\right)\cdot {\cfrac {1}{h(x)^{2}}}\\&=\left(\lim _{k\to 0}{\cfrac {g(x+k)h(x)-g(x)h(x)}{k}}-\lim _{k\to 0}{\cfrac {g(x)h(x+k)-g(x)h(x)}{k}}\right)\cdot {\cfrac {1}{h(x)^{2}}}\\&=\left(h(x)\lim _{k\to 0}{\frac {g(x+k)-g(x)}{k}}-g(x)\lim _{k\to 0}{\cfrac {h(x+k)-h(x)}{k}}\right)\cdot {\cfrac {1}{h(x)^{2}}}\\&={\cfrac {g'(x)h(x)-g(x)h'(x)}{h(x)^{2}}}.\end{aligned}}}